# All My Life (альбом Мэриэн Макпартлэнд)
All My Life — сборник британо-американской джазовой пианистки Мэриэн Макпартлэнд, выпущенный в 2003 году на лейбле Savoy Records. В альбом вошли различные студийные записи пианистки, а также концертные выступления, записанные в нью-йоркском клубе Hickory House в 1950-х годах.

## Отзывы критиков
| Оценки критиков | Оценки критиков |
| Источник        | Оценка          |
| --------------- | --------------- |
| AllMusic        | [ 1 ]           |

Мэтт Коллар отметил, что Макпартлэнд, только начиная руководить собственным трио и вырабатывать свой собственный стиль, уже демонстрирует потрясающую технику и безупречное чувство мелодии.

## Список композиций
1. «Gypsy in My Soul» — 2:58
2. «It Might As Well Be Spring» — 3:16
3. «Strike Up the Band» — 2:44
4. «Love Is Here to Stay» — 2:48
5. «Lullaby of Birdland» — 2:56
6. «A Nightingale Sand in Berkeley Square» — 3:15
7. «Limehouse Blues» — 2:25
8. «It’s Only a Paper Moon» — 2:46
9. «Hallelujah» — 3:04
10. «Moonlight in Vermont» — 2:57
11. «Moonlight in Vermont» (ранее не издававшиеся версия) — 3:02
12. «Love for Sale» — 2:29
13. «Love for Sale» (ранее не издававшиеся версия) — 2:29
14. «Yesterdays» — 2:52
15. «All the Things You Are» — 2:42
16. «All My Life» — 3:02
17. «Love You Madly» — 5:46
18. «The Lady Is a Tramp» (ранее не издававшиеся версия) — 3:06
19. «Four Brothers» (ранее не издававшиеся версия) — 3:40
20. «Aunt Hagar’s Blues» (ранее не издававшиеся версия) — 3:08
21. «A Foggy Day» (ранее не издававшиеся версия) — 3:14

## Участники записи
- Мэриэн Макпартлэнд — фортепиано
- Боб Картер[англ.], Эдди Сафрански[англ.], Макс Уэйн, Винни Бёрк[англ.] — бас
- Дон Ламонд[англ.], Джо Морелло[англ.], Мел Зелник[англ.], Мауси Александер[англ.] — ударные

Все данные взяты из примечаний к альбому.